# Jostin Alman
Jostin Alman (n. Guayaquil, Ecuador; 11 de mayo de 1995) es un futbolista ecuatoriano. Juega de delantero y su equipo actual es Manta Fútbol Club de la Serie A de Ecuador.

## Trayectoria

### Inicios
Jostin Alman inició su carrera como futbolista en las divisiones inferiores de River Ecuador, luego pasó  a la LDU Guayaquil donde logró debutar en el fútbol profesional.

### 9 de Octubre
En el 2014 jugó 6 meses para 9 de Octubre Fútbol Club de la Segunda Categoría del Guayas.

### Delfín
A mediados de 2014 pasa al Delfín Sporting Club de Manta. En su primer ciclo en club en cuatro temporadas disputó ocho partidos y marcó dos goles, fue cedido a préstamo a varios clubes del ascenso manabita.

### Segunda Categoría
En 2017 llegó cedido al Club Grecia de Chone, tuvo su mejor récord en una sola temporada donde anotó 25 goles en 27 partidos, entre el torneo provincial y la fase nacional. En 2018 llega al filial del Delfín, al Club Deportivo La Paz, en 20 juegos encajó 24 goles.

### Orense
En 2019 fue contratado por el Orense Sporting Club de Machala, con el equipo bananero jugó 26 partidos, marcó seis goles, logró el título de campeón y ascenso a la Serie A. Fue ratificado para la primera temporada de Orense en la máxima categoría de Ecuador.

### Regreso a Delfín
Desde 2021 tiene su segundo ciclo en el Delfín de Manta, en esa temporada ayudó a su club en la clasificación a la Copa Sudamericana 2022, donde tuvo su debut internacional en los partidos de la primera fase de dicho torneo.

## Estadísticas

### Clubes
Actualizado al último partido disputado el 17 de agosto de 2025.
| Club                            | Temporada     | Liga  | Liga  | Copas nacionales | Copas nacionales | Copas internacionales | Copas internacionales | Total | Total |
| Club                            | Temporada     | Part. | Goles | Part.            | Goles            | Part.                 | Goles                 | Part. | Goles |
| ------------------------------- | ------------- | ----- | ----- | ---------------- | ---------------- | --------------------- | --------------------- | ----- | ----- |
| LDU Guayaquil · Ecuador         | 2013          | 5     | 1     | -                | -                | -                     | -                     | 5     | 1     |
| LDU Guayaquil · Ecuador         | Total club    | 5     | 1     | -                | -                | -                     | -                     | 5     | 1     |
| 9 de Octubre · Ecuador          | 2014          | 10    | 5     | -                | -                | -                     | -                     | 10    | 5     |
| 9 de Octubre · Ecuador          | Total club    | 10    | 5     | -                | -                | -                     | -                     | 10    | 5     |
| Delfín S. C. · Ecuador          | 2014          | 4     | 1     | -                | -                | -                     | -                     | 4     | 1     |
| Delfín S. C. · Ecuador          | 2015          | 0     | 0     | -                | -                | -                     | -                     | 0     | 0     |
| Delfín S. C. · Ecuador          | 2016          | 4     | 1     | -                | -                | -                     | -                     | 4     | 1     |
| Delfín S. C. · Ecuador          | 2017          | 0     | 0     | -                | -                | -                     | -                     | 0     | 0     |
| C. D. Grecia · Ecuador          | 2017          | 27    | 25    | -                | -                | -                     | -                     | 27    | 25    |
| C. D. Grecia · Ecuador          | Total club    | 27    | 25    | -                | -                | -                     | -                     | 27    | 25    |
| La Paz · Ecuador                | 2018          | 20    | 24    | -                | -                | -                     | -                     | 20    | 24    |
| La Paz · Ecuador                | Total club    | 20    | 24    | -                | -                | -                     | -                     | 20    | 24    |
| Orense S. C. · Ecuador          | 2019          | 26    | 6     | 2                | 0                | -                     | -                     | 28    | 6     |
| Orense S. C. · Ecuador          | 2020          | 17    | 3     | 0                | 0                | -                     | -                     | 17    | 3     |
| Orense S. C. · Ecuador          | Total club    | 43    | 9     | 2                | 0                | 0                     | 0                     | 45    | 9     |
| Delfín S. C. · Ecuador          | 2021          | 24    | 5     | 2                | 1                | 0                     | 0                     | 26    | 6     |
| Delfín S. C. · Ecuador          | 2022          | 23    | 4     | 1                | 1                | 2                     | 0                     | 26    | 5     |
| Delfín S. C. · Ecuador          | 2023          | 21    | 3     | 0                | 0                | 1                     | 0                     | 22    | 3     |
| Delfín S. C. · Ecuador          | 2024          | 19    | 3     | 1                | 0                | 7                     | 0                     | 27    | 3     |
| Delfín S. C. · Ecuador          | Total club    | 95    | 17    | 4                | 2                | 10                    | 0                     | 109   | 19    |
| Técnico Universitario · Ecuador | 2025          | 2     | 0     | 0                | 0                | -                     | -                     | 2     | 0     |
| Técnico Universitario · Ecuador | Total club    | 2     | 0     | 0                | 0                | 0                     | 0                     | 2     | 0     |
| Manta F. C. · Ecuador           | 2025          | 9     | 3     | 0                | 0                | -                     | -                     | 9     | 3     |
| Manta F. C. · Ecuador           | Total club    | 9     | 3     | 0                | 0                | 0                     | 0                     | 9     | 3     |
| Total carrera                   | Total carrera | 211   | 84    | 6                | 2                | 10                    | 0                     | 227   | 86    |
| 1. 2.                           |               |       |       |                  |                  |                       |                       |       |       |

## Palmarés

### Campeonatos nacionales
| Título             | Club         | País    | Año  |
| ------------------ | ------------ | ------- | ---- |
| Serie B de Ecuador | Delfín S. C. | Ecuador | 2015 |
| Serie B de Ecuador | Orense       | Ecuador | 2019 |